# Ливарні сплави

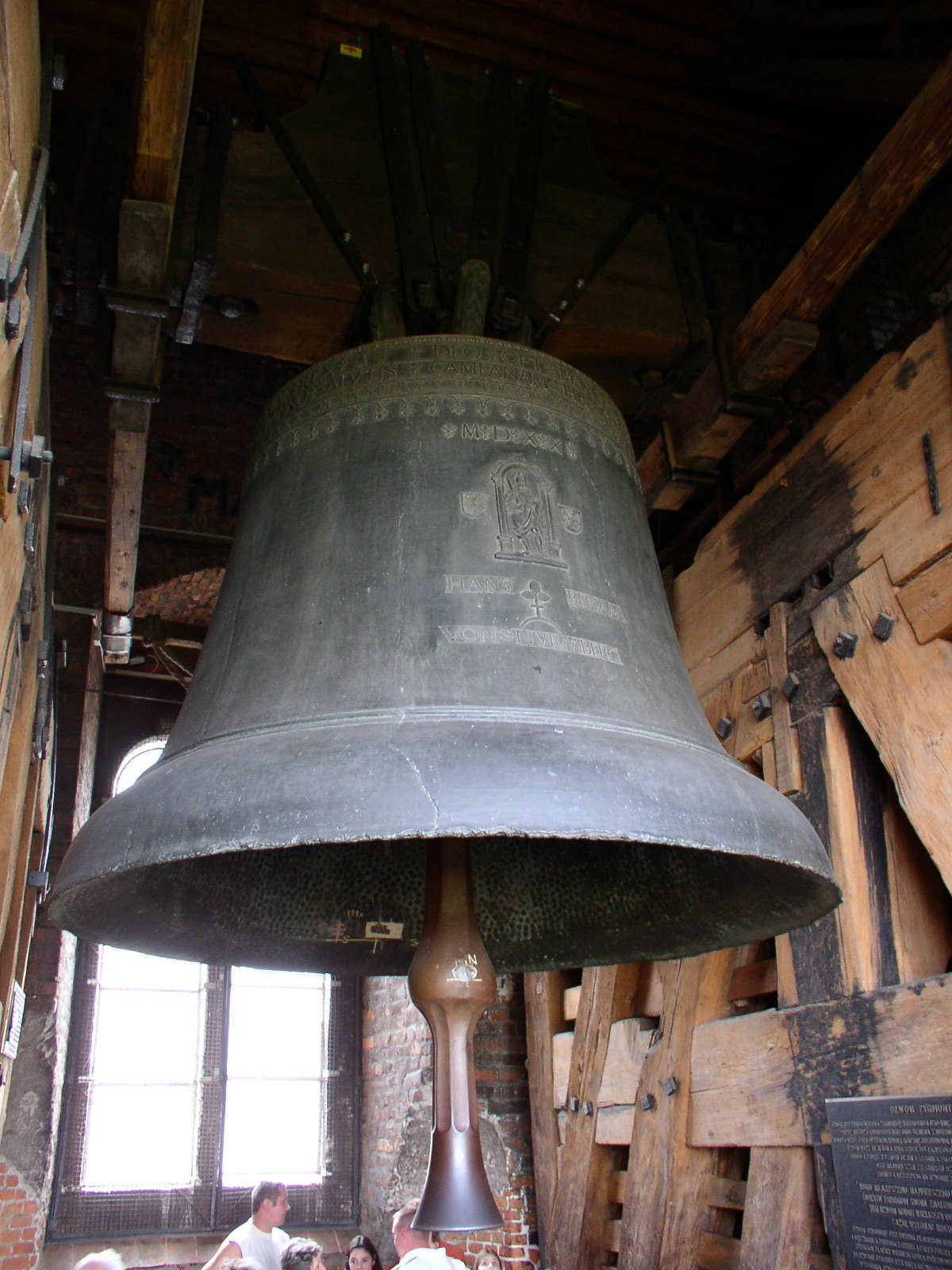
Дзвін Зигмунд (Краків) масою у 10 тонн, вилитий з бронзи у 1520 році

Лива́рні спла́ви (англ. cast alloys) — багатокомпонентні металеві речовини з комплексом ливарних властивостей, що забезпечує отримання виливків необхідної конфігурації з високою експлуатаційною здатністю, заданими розмірною точністю та якістю поверхні.

## Властивості ливарних сплавів
Найважливішими характеристиками ливарних властивостей сплавів, є
- рідкоплинність — здатність розплаву заповнювати ливарну форму, чітко відтворюючи контури її поверхні;
- усадка — зменшення об'єму виливка під час охолодження в розплавленому стані, у процесі тверднення та у твердому стані під час охолодження до температури довкілля. З усадкою пов'язана поява у виливків усадочних раковин, пористості, короблення, тріщин тощо;
- схильність до ліквації — схильність до утворень неоднорідності хімічного складу сплаву в різних частинах виливка, що виникає під час його тверднення через різну розчинність окремих компонентів сплаву у його рідкій і твердій фазах;
- схильність до появи внутрішніх напружень і тріщин, неметалічних включень;
- ступінь поглинання газів — здатність ливарних сплавів у розплавленому стані розчиняти водень, азот, кисень та інші гази.

Ці властивості проявляються як у рідкому стані, так і на всіх стадіях тверднення й охолодження сплавів і суттєво впливають на якість продукції, що отримується методом лиття.

## Класифікація
Ливарні сплави класифікують залежно від їхнього складу, властивостей і призначення. Сплави на основі заліза називають чорними (до них належать усі різновиди чавунів і сталей), на основі алюмінію, магнію, цинку, олова, свинцю, міді, титану, молібдену, нікелю, кобальту, берилію та інших металів, зокрема й благородних (срібла, золота, платини), — кольоровими. Для забезпечення необхідних властивостей литих деталей, наприклад, міцності, твердості, зносостійкості, у сплави в певній кількості вводять спеціальні домішки, так звані легувальні елементи, за вмістом яких розрізняють низько- (менше від 2,5 %), середньо- (від 2,5 до 10 %) і високолеговані (більше від 10 %) сплави.

### Чавуни
Найпоширенішим матеріалом для одержання фасонних виливків є чавун. Широке застосування він отримав завдяки хорошим технологічним властивостям. Використовують сірі, високоміцні та ковкі чавуни, що відрізняються формою наявного у їх структурі графіту.
Серед них найпоширенішим є сірий чавун із пластинчастим графітом (марки СЧ10, СЧ15, СЧ21, СЧ30 тощо), з якого отримують найрізноманітніші литі деталі. З нього виготовляють найдешевші виливки (в 1,5 рази дешевше від сталевих, у декілька разів — від кольорових), які добре обробляються на металорізальних верстатах. Сірий чавун має високу рідкоплинність, що підвищується зі збільшенням вмісту вуглецю, кремнію та фосфору, і малу усадку.
Високоміцному чавуну з кулястим графітом (марки ВЧ 35, ВЧ 50, ВЧ 60 тощо) властиві значно вищі міцність і пластичність, ніж сірому. Такий чавун отримують шляхом модифікування магнієм або церієм. Його властивості можуть бути значно покращені термічним обробленням. З високоміцних чавунів виготовляють колінчасті вали, деталі турбін та інші відповідальні деталі.
Ковкий чавун з пластівчастим графітом (марки КЧ 33-8, КЧ 35-10, КЧ 55-4, КЧ 60-3 тощо) отримують унаслідок тривалого відпалу виливків з білого чавуну з товщиною стінки до 40 мм.
Леговані чавуни хромисті (наприклад, ЧХ3, ЧХ16, ЧХ28Д2), кременисті (наприклад, ЧС4, ЧС15, ЧС17М3), алюмінієві (ЧЮХШ, ЧЮ22Ш), марганцеві (ЧГ6С3Ш, ЧГ8Д3), нікелеві (ЧНХТ, ЧН11Г7Ш) застосовують для виливків відповідального призначення. Легування чавунів покращує механічні характеристики, корозійну стійкість, зносостійкість, жароміцність та інші властивості. Легованими можуть бути і сірі, і високоміцні, і ковкі чавуни. Механічні властивості високоміцних і ковких чавунів визначаються переважно їхньою металевою основою. Перлітні чавуни мають вищу міцність при зниженій пластичності, феритні навпаки — меншу міцність, але більшу пластичність. Властивості сірих чавунів залежать не лише від металевої матриці, а й від кількості, морфології, розміру та розподілу графіту.

### Ливарні сталі
Сталь як ливарний матеріал застосовують для одержання виливків деталей, що водночас із високою міцністю повинні мати хороші пластичні властивості. Сталеві виливки після відповідного термічного оброблення можуть не поступатися за механічними властивостями поковкам. Використовують конструкційні вуглецеві та леговані сталі.
Вуглецеві сталі (марки 15Л, 35Л тощо) поступаються чавуну за ливарними властивостями, зокрема мають удвічі меншу рідкоплинність. Це пояснюється високими в'язкістю та поверхневим натягом при температурах розливання, а також значно меншим перегріванням. Усадка сталей досягає 2,5 %, однак із них можна отримувати складні виливки, різноманітні за конструкцією, розмірами, масою, товщиною стінок. Найбільше поширення отримали виливки з середньовуглец. сталей з вмістом вуглецю до 0,45 %.
Леговані сталі (марки 20ГЛ, 30ХГСФЛ, 35ХМЛ тощо) застосовують для збільшення надійності, довговічності та зниження маси литих деталей, а також надання їм спеціальних властивостей. Вибір легуючих елементів обумовлюється призначенням виливка, його конструктивними і технологічними особливостями. Стосовно до впливу на вуглець легуючі елементи поділяють на карбідоутворюючі та графітизувальні. Вони зумовлюють утворення нових структур. складових і змінюють властивості існуючих фаз. Досить поширеними є сталі, леговані хромом, нікелем, ванадієм, молібденом, міддю, кремнієм, марганцем у різних комбінаціях і співвідношеннях.

### Сплави міді
Сплави міді застосовують для виливків, які повинні мати хорошу зносостійкість і антифрикційні властивості, високу корозійну стійкість в атмосфері, технічній і морській воді. Вони немагнітні, добре поліруються й обробляються різанням, однак схильні до утворення тріщин.
Серед цих сплавів найпоширеніші сплави міді з цинком — латуні. Їх поділяють на прості (двокомпонентні) та складні (одержувані при додатковому легуванні алюмінієм, залізом, марганцем та іншими елементами). Прості ливарні латуні використовують рідко. Під час тверднення в них утворюються концентровані усадкові раковини, що викликає необхідність застосування великих надливів. Легуючі елементи, що входять до складних латуней, зазвичай сприяють поліпшенню ливарних властивостей. Більшість латуней мають лінійну усадку 1,6…1,7 %, малу схильність до утворення газової пористості, оскільки добре дегазуються під час виплавляння в результаті виникнення парів цинку. Тому з латуней легше отримати щільні, герметичні виливки. Для виготовлення апаратури для морського суднобудування, що працює при температурі 300 °С, втулок і сепараторів підшипників, натиск. гвинтів і гайок прокатних станів, черв'ячних гвинтів застосовують складнолеговані латуні.
Сплави міді з іншими елементами, крім цинку, — бронзи. Олов'яні ливарні бронзи  (БрО3Ц7С5Н1; БрО5Ц5С5, БрО10Ц2 тощо) містять 2…14 % олова та інші (цинк, свинець) компоненти. З них виготовляють арматуру, шестерні, підшипники, втулки, що працюють в умовах стирання, підвищеного тиску води та пари. Їхня лінійна усадка є меншою від 1 %, завдяки чому виливки можуть бути отримані без надливів. Бронзи з великим вмістом олова мають добрі ливарні властивості, але через дефіцитність і високу вартість олова застосовують тільки для виливків відповідального призначення. Безолов'яні бронзи (наприклад, БрА10Ж3Мц2, БрС30, БрС30Н2 тощо) за деякими параметрами перевершують олов'яні. У них кращі механічні і антифрикційні властивості, корозійна стійкість, однак гірші ливарні властивості. Серед сплавів цієї групи найчастіше застосовують алюмінієві бронзи. Їм властива висока корозійна стійкість у прісній і морській водах, багатьох агресивних середовищах, вони добре чинять опір удару. Властивості алюмінієвих бронз поліпшуються під час легування залізом, марганцем, нікелем та іншими елементами. З алюмінієвих бронз виготовляють гребні гвинти великих суден, важко навантажені шестерні та зубчасті колеса, корпуси насосів, деталі хімічної промисловості. Свинцеві бронзи мають хороші антифрикційні властивості при великих питомих навантаженнях і високих швидкостях ковзання. Їх використовують як замінники олов'яних бронз під час виготовлення вкладок підшипників. Особливістю свинцевих бронз є схильність до ліквації свинцю. Дисперсний розподіл свинцю можливий лише при великих швидкостях кристалізації.

### Алюмінієві сплави

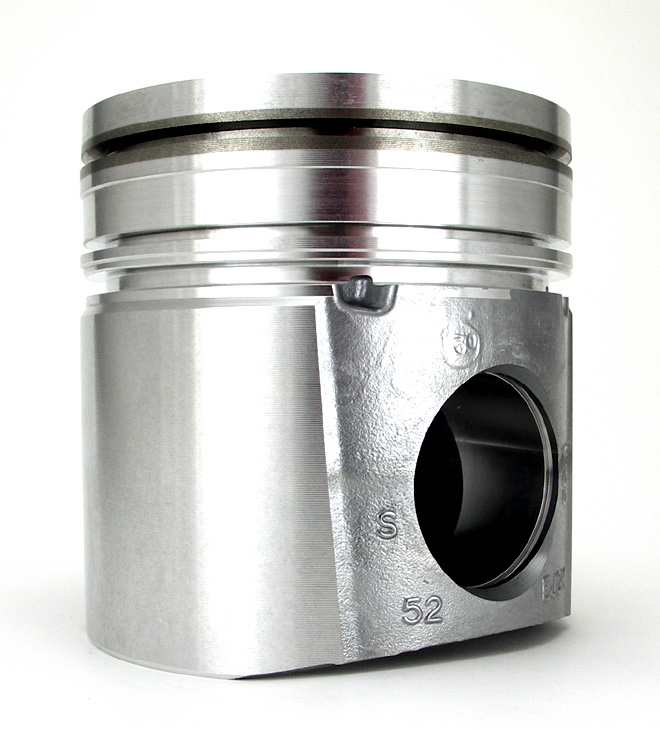
Поршень двигуна внутрішнього згоряння виготовлений з ливарного алюмінієвого сплаву

Виливки з алюмінієвих сплавів становлять близько 70 % від усього кольорового литва, що виробляється промисловістю. Вони мають високу питому міцність і відмінні ливарні властивості, корозійну стійкість в атмосферних умовах. Їхня висока рідкоплинність забезпечує отримання тонкостінних і складних за формою виливків. Лінійна усадка становить 1,0…1,25 %. Алюмінієві сплави мають невисоку температуру плавлення (550…650 °С). Найкращі ливарні властивості спостерігаються у сплавів системи Al–Si — силумінів. Із металургійних комбінатів їх постачають на машинобудівні, автомобільні, авіаційні, електротехнічні підприємства. Також використовують алюмінієві сплави систем: Al–Cu, Al–Cu–Si, Al–Mg, Al-Cu-Mg, Al-Zn-Mg. Відповідно до ДСТУ 2839-94 в технічній документації ливарні алюмінієві сплави позначаються із зазначенням хімічного складу, наприклад АК12 (ливарний алюмінієвий сплав, що містить близько 12 % кремнію), ця марка відповідає попередньому позначенню АЛ2. Марка АЦ4Мг (АЛ24) відповідає ливарному сплаву системи Al-Zn-Mg з вмістом цинку — 3,5…4,5 %, магнію — 1,55…2,05 %.

### Магнієві сплави

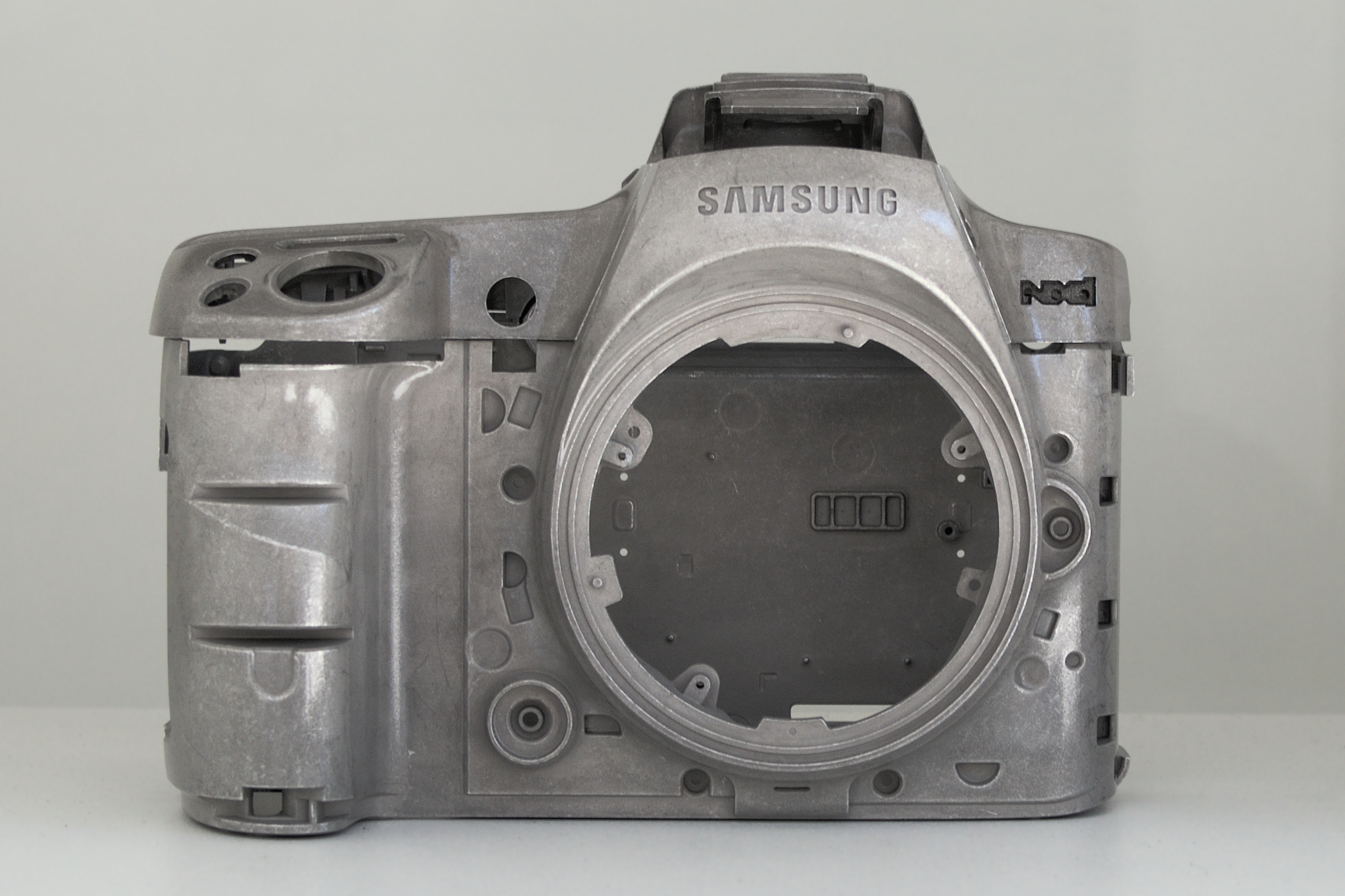
Корпус фотокамери Samsung NX1, виготовлений з магнієвого сплаву методом лиття

Магнієві сплави мають високі механічні і невисокі ливарні властивості (порівняно з алюмінієвими сплавами) через погану рідкоплинність, велику лінійну усадку, схильність до утворення усаджувальних пухкостей і гарячих тріщин. Їх застосовують у приладобудуванні, авіаційній промисловості та ракетобудуванні, атомній техніці, текстильному машинобудуванні тощо.
Залежно від хімічного складу ливарні магнієві сплави поділяють на 3 основні групи, що базуються на відповідних системах: Mg–Al–Zn, Mg–Zn та Mg–Al з додатковим легуванням іншими елементами (Zr, Cd, La). За ГОСТ 2856-79 маркують літерами МЛ і порядковим номером (наприклад, МЛ5, МЛ8, МЛ10).

### Титанові сплави
Ливарні титанові сплави (наприклад ВТ5Л, ВТ14Л) поєднують малу густину (4,43–4,6 г/см³), велику питому міцність (найвищу серед застосовуваних у промисловості сплавів), надзвичайно високу корозійну стійкість, значну міцність при підвищених температурах. Вони за міцністю не поступаються сталям та у кілька разів міцніші від алюмінієвих і магнієвих сплавів. Однак поширення їх у техніці стримується високою вартістю та дефіцитністю титану, а також технологічними труднощами отримання виливків.